# ترينيتابولي
ترينيتابولي (بالإيطالية: Trinitapoli)‏ هي بلدة وبلدية في مقاطعة بارليتا أندريا تراني في إقليم بوليا في جنوب إيطاليا.

## السكان
في سنة 1861 بلغ عدد السكان 6٬290 نسمة، وتطور العدد ليصل في سنة 2011 لـ 14٬293 نسمة.
يظهر هذا المخطط البياني تطور النمو السكاني لـ ترينيتابولي